# Szoboszlay Péter
Szoboszlay Péter (Diósgyőr, 1937. április 27. –) Balázs Béla-díjas magyar rajzfilmrendező, grafikus, egyetemi tanár.

## Életpályája
A Magyar Iparművészeti Főiskolán belsőépítészetet tanult 1956-1961 között. 1961-ben lett a Pannónia Filmstúdió munkatársa, kezdetben grafikai tervezőként, majd háttértervezőként. Először 1965-ben rendezett saját animációs filmet. 1966-tól a Pannónia Filmstúdió rendezője. 1981-ben Kecskemétre költözött, ahol a Kecskeméti Animációs Filmstúdióban dolgozott. 1972-től rendszeresen tanít is. (Magyar Iparművészeti Főiskola, Kubai Televízió Havannai Animációs Stúdiója, finn YLE Televízió, Stuttgarti Képzőművészeti Főiskola, izlandi Képző- és Iparművészeti Főiskola). Kecskeméten 1998-tól 10-16 éves gyerekeket is tanít az animációs film rejtelmeire

## Munkássága
Filmjeinek egy személyben írója, tervezője, rendezője, a legtöbbször animátora (mozdulattervező) is volt. Filmjei több nemzetközi és hazai fesztiválon díjakat nyertek.

## Filmjei
- Gusztáv, a társaslény (1965)
- Gusztáv makacs (1966)
- Ha én felnőtt volnék (1966)
- Aki bújt, bújt… (1968)
- Sós lötty (1968)
- Mézga család (1969-1974)
- Gyula vitéz télen-nyáron (1970)
- Rend a házban (1970)
- Egy csepp vér (1972)
- Össztánc (1972)
- János vitéz (1973)
- Több mese egy sorban (1974)
- Gusztáv elidegenedik (1975)
- Hé, Te! (1976)
- Történet N-ről (1978)
- Mese habbal (1979)
- Liftrapszódia (1981)
- Megmutatom, messziről… (1981)
- Gyerekek szürke háttér előtt (1983)
- Hogyan került Eszter az asztalra? (1986)
- Tinti kalandjai (Gyulai Líviusz mellett, 1987–1989)
- A Télapó kisinasa (1989)
- Játék-klip (1990)
- Szent Mihály-napi játékok (1992)
- A metróban (1994)
- Magyar népmesék (1995)
- Na… bumm! (1996)
- Maszkok, lovak, szekerek (1999)
- 100 éve történt (2000)
- Az első Ujjgyakorlatok (2002)
- Füled érjen bokáig! (2004)
- Tíz centire a föld fölött (2005)

## Könyvillusztrációi
- Dornbach Mária: Gilitrütt, a tündérmanó, (Budapest, 1978)
- Pavel Bazsov: A Rézhegyek Királynője, (Budapest, 1983)
- Pavel Bazsov: Aranyhajszál, (Budapest, 1989)

## Könyvei
- A rajzfilm (Budapest, 1977)

## Díjai
- a miskolci fesztivál díja (1968, 1972)
- a chicagói fesztivál Bronz Hugó-díja (1977)
- a szaloniki fesztivál különdíja (1977)
- kritikusok díja (1987)
- a kairói gyermekfesztivál Silver Cairo díja (1990)
- Magyar Filmszemle Életmű-díj (2010)